# 5255 Johnsophie
Az 5255 Johnsophie (ideiglenes jelöléssel 1988 KF) a Naprendszer kisbolygóövében található aszteroida. Eleanor F. Helin fedezte fel 1988. május 19-én.